# Мария Амнийска
Мария (* ок. 770; † след 823) е византийка императрица, първа съпруга на император Константин VI.

## Произход
Мария е родена в град Амния, област Пафлагония. Името на баща ѝ е неизвестно, а за майка ѝ се знае, че се казва Хипатия и е внучка на Свети Филарет.

## Брак с Константин VI
През 788 г. Мария е избрана за съпруга на Константин VI от майка му Ирина Атинянката. Сватбата е отпразнувана през ноември 788 г. Мария ражда на Константин VI две дъщери:
- Ефросина (790 – 836), омъжена за Михаил II
- Ирина

През 794 г. Константон VI се влюбва в Теодота, придворна дама на Ирина. През януари 795 бракът на императора и Мария Амнийска е разтрогнат, а бившата императрица и дъщерите ѝ са пратени в манастир на остров Принкипо. Малко след това, през септември 795, Константин VI се жени за Теодора. Според Теофан Изповедник причина за неуспешния брак на Мария и Константин VI са машинациите на Ирина Атинянката, вероятно улеснени от липсата на мъжки наследник.

## Последни години
Мария остава монахиня до края на живота си. Името на Мария Амнийска се споменава за последен път през 823 г., когато дъщеря ѝ Ефросина е изведена от манастира и е омъжена насилствено за императора-иконоборец Михаил II. Мария протестира срещу това, но на жалбите ѝ не е обърнато внимание. Годината на смъртта ѝ е неизвестна.